# وحدة ليموج الحضرية
وحدة ليموج الحضرية هي وحدة حضرية فرنسية تتمركز حول مدينة ليموج، عاصمة إقليم فيين العليا وأكبر مدنه، وكانت عاصمة إقليمية سابقة لمنطقة ليموزان.

## بيانات عامة

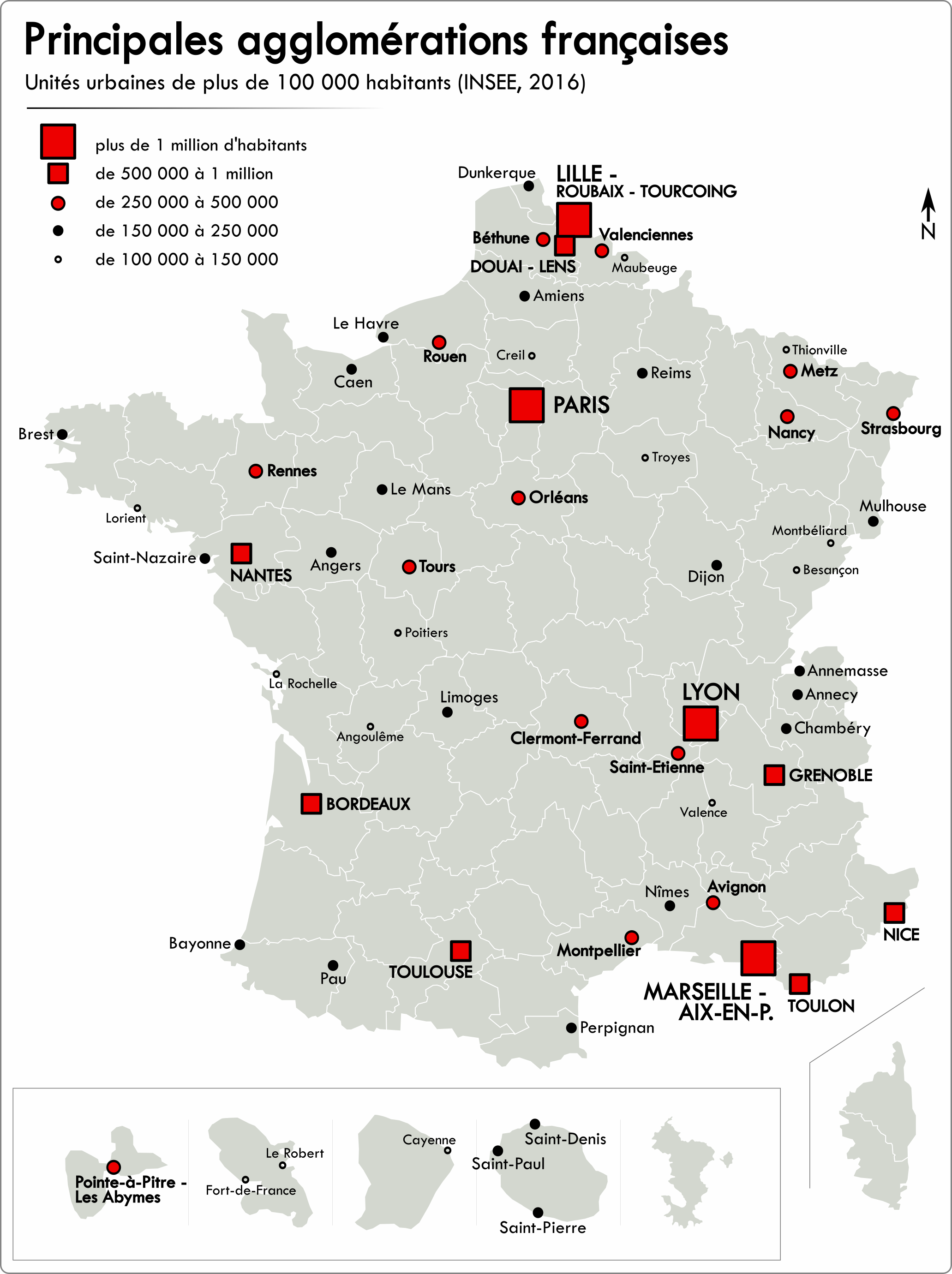
الوحدات الحضرية الفرنسية (تعداد 2016)

في التصنيف الذي أجراه المعهد الوطني للإحصاء والدراسات الاقتصادية عام 1999، تألفت الوحدة الحضرية من سبع بلديات، وكلها تنتمي إلى إقليم فيين العليا، وتحديداً من منطقة ليموج.
وفقًا لهذا التحديد السابق، بلغ عدد سكان الوحدة الحضرية لليموج 177,439 نسمة في عام 2006 و181,912 نسمة في عام 2008. كانت تحتل المرتبة 37 بين الوحدات الحضرية في فرنسا آنذاك.
في التصنيف الذي أُجري في عام 2010، تكوّنت الوحدة الحضرية من تسع بلديات، حيث أضيفت بلديتا بواسويل وشابتلات إلى الوحدة.
في التصنيف الجديد الذي أُجري في عام 2020، أصبحت الوحدة الحضرية تضم عشر بلديات، حيث أُضيفت فيرنوي سور فيين إلى النطاق.
في عام 2021، بلغ عدد سكان الوحدة 185,703 نسمة، مما يجعلها أكبر وحدة حضرية في إقليم فيين العليا. تحتل المرتبة الرابعة في منطقة أقطانية الجديدة. وتُعد واحدة من الوحدات الحضرية الكبيرة في فرنسا التي يتجاوز عدد سكانها 100,000 نسمة، حيث تحتل المرتبة 41 على المستوى الوطني الفرنسي.
في عام 2019، بلغت الكثافة السكانية فيها 688 نسمة لكل كيلومتر مربع. من حيث المساحة، تمثل الوحدة الحضرية 4.91% فقط من مساحة الإقليم، لكنها تضم 50.04% من سكان إقليم فيين العليا.